# Dent de Vaulion
Dent de Vaulion es un pico de las montañas del Jura en el cantón de Vaud, Suiza. El municipio de Vallorbe se encuentra en estribaciones de la montaña.

## Geología
Dent Vaulion es un remanente de una raya anticlinal erosionado que se extiende el límite occidental del sinclinal de Joux. El ápice del diente se compone de piedra caliza del Jurásico, la vertiente sur de las calizas del Cretácico y la vertiente norte de margas y calizas del Jurásico.
- Datos: Q669744
- Multimedia: Dent de Vaulion / Q669744